# Comitatul Clark, Idaho
Clark County este un comitat rural din statul Idaho, Statele Unite. Conform Census 2000, comitatul avea o populație de 1.022 locuitori, în timp ce o estimare din 2008, marca doar 910 locuitori. Sediul comitatului și cea mai mare localitate este Dubois.GR6 Conform datelor ultimului recensământ, Census 2010, comitatul Clark County nu mai este cel mai slab populat dintre cele 44 de comitate ale statului, fiind înaintea comitatului Camas.
Clark County a fost fondat la 1 februarie 1919, fiind numit după senatorul statului Senator Sam K. Clark, un pionier timpuriu al explorării zonei Medicine Lodge Creek.

## Geografia comitatului
Conform recensămîntului din anul 2000, comitatul are o suprafață totală de 4.569,91 km2 (sau 1765.21 mi2), dintre care 4.568,42 km2 (sau 1764.63 mi2) (sau 99.97%) este uscat și restul de 0.58 mi2 (ori 0.03%) este apa.
La marginea de nord a comitatului se găsește lanțul muntos Bitterroot Range, parte a Munților Stîncoși, care formează granița naturală cu statul Montana, dar fiind simultan și parte a liniei de diviziune continentală hidrografică a Americii de Nord. Bitterroot Range este străbătut de autostrada națională Interstate 15, care atinge altitudinea maximă în trecătoarea Monida Pass la 2.079 m altitudine. Pasul Monida marchează și divizarea est-vest dintre sub-grupele montane Beaverhead Mountains, la vest și Centennial Mountains la est.

### Comitate adiacente
- Lemhi County - vest
- Butte County - sud vest
- Jefferson County - sud
- Fremont County - est
- Beaverhead County, Montana - nord

### Zone protejate național
- Caribou-Targhee National Forest (parte a sa)
- Nez Perce National Historical Park (parțial)
- Salmon-Challis National Forest (parțial)

### Highways
- - Interstate 15 - Monida Pass
- - SH-22

## Demografie
Conform Census 2000GR2, existau 340 de locuințe cu 1.022 de locuitori, respectiv 257 de familii locuind în locuințe situate în zone agricole.  Densitatea populației era de circa 0,22 loc/km2 sau de circa 1 locuitor per o milă pătrată.

## Localități

### Orașe
- Dubois
- Spencer

### Alte localități
- Kilgore

## Demografie
|  | Graficele sunt indisponibile din cauza unor probleme tehnice. Mai multe informații se găsesc la Phabricator și la wiki-ul MediaWiki. |

Date: Wikidata - grafică realizată de Wikipedia